# Fórum (hetilap)
Fórum háromnyelvű – román, magyar, német - kőnyomatos közgazdasági hetilap 1929 és 1932 között Temesvárt Lantos Ferenc kiadásában és szerkesztésében. Főszerkesztője R. Popescu. Közölte bánsági magyar írók publicisztikai írásait is. 
Fórum c. alatt jelentették meg a sepsiszentgyörgyi Megyei Tükör időszaki mellékletét is.